# Кертис Култер
Кертис Култер (енгл. Curtis Coulter; Њутаунардс, 6. октобар 1996) ирски је пливач чија ужа специјалност су спринтерске трке слободним стилом. На Играма комонвелта се такмичи под заставом Северне Ирске. 

## Спортска каријера
Култер је дебитовао на међународној пливачкој сцени на Играма комонвелта 2014. у Глазгову  где је, иако није успео да освоји медаљу, био најуспешнији члан пливачке репрезентације Северне Ирске за коју је наступао. На истом такмичењу је наступио и четири године касније у Гоулд Коусту где је пливао у финалу трке штафета на 4×100 слободно (7. место). 

На европским првенствима је дебитовао у Лондону 2016, а најбољи резултат му је било седмо место у финалу трке штафета на 4×100 мешовито. 
Дебитантски наступ на светским првенствима је „уписао” у корејском Квангџуу 2019. где је учествовао у квалификацијама трке на  100 слободно, које је окончао на 61. месту у конкуренцији 120 пливача. 
Пливао је и на Европском првенству у малим базенима, одржаном почетком децембра 2019, али без неких запаженијих резултата.